# Elizabeth Hill
Elizabeth Hill (* 27. Februar 1901 in Maine, USA; † 21. August 1978 in Los Angeles, Kalifornien, USA) war eine US-amerikanische Drehbuchautorin.

## Leben
Als Elizabeth Hill 1933 den Regisseur King Vidor heiratete, bekam auch sie Zutritt ins Filmgeschäft. Sie begann als Script-Assistentin für ihren Ehemann und begann 1935 selber an Drehbüchern mitzuarbeiten. Da sie sich als Stiefmutter um die drei Kinder ihres Mannes kümmern musste, konnte sie nur für wenige Filme tätig werden. Zu ihren Arbeiten zählen unter anderem Unser tägliches Brot (1934),  Grenzpolizei Texas (1936), Die Zitadelle (1938), Nordwest-Passage (1940) und Die Todesreiter von Laredo (1949), bei denen, bis auf den letztgenannten, ihr Mann Regie führte.
Bei der Oscarverleihung 1939 war sie für Die Zitadelle zusammen mit Ian Dalrymple und Frank Wead in der Kategorie Bestes adaptiertes Drehbuch nominiert.
Elizabeth Hill blieb bis zu ihrem Tod 1978 mit ihrem Mann zusammen. Sie waren 46 Jahre verheiratet.

## Filmografie
- 1934: Unser tägliches Brot (Our Daily Bread)
- 1936: Grenzpolizei Texas (The Texas Rangers)
- 1938: Die Zitadelle (The Citadel)
- 1940: Nordwest-Passage (Northwest Passage)
- 1941: H.M. Pulham, Esq.
- 1949: Die Todesreiter von Laredo (Streets of Laredo)